# Orlando Octacílio Dotti
Orlando Octacílio Dotti (ur. 22 czerwca 1930 w Antônio Prado) – brazylijski duchowny rzymskokatolicki, w latach 1986-2003 biskup Vacaria.

## Życiorys
Święcenia kapłańskie przyjął 8 kwietnia 1956. 12 marca 1969 został prekonizowany biskupem Caçador. Sakrę biskupią otrzymał 25 maja 1969. 1 kwietnia 1976 został mianowany biskupem Barra, a 30 maja 1983 koadiutorem diecezji Vacaria. 5 lutego 1986 objął urząd ordynariusza. 12 listopada 2003 zrezygnował z urzędu.